# Ugo Gastaldi
Ugo Gastaldi (Genova, 6 novembre 1910 – Milano, 27 novembre 2007) è stato uno storico italiano dell'Anabattismo, movimento ereticale della Riforma protestante.

## Biografia
Figlio di Leonardo Gastaldi, maresciallo di finanza, e di Imelde Pascolini è primogenito di sei figli. Proveniente da famiglia cattolica, fin dall'età di 13 anni si professa ateo. Terminati gli studi superiori a Senigallia, si trasferisce a Roma per frequentare l'università di Scienze Politiche. Qui, nel 1934, ascolta i sermoni di Paolo Bosio, pastore della Chiesa Valdese di Piazza Cavour a Roma, e si converte al protestantesimo. Dopo la laurea, conseguita nello stesso anno, torna a Senigallia e aderisce al Movimento dei Fratelli frequentando la Chiesa dei Fratelli della città, dove si battezza per immersione. Conosce Lidia Mauri Paolini, anche lei della Chiesa dei Fratelli di Senigallia e si sposano a Firenze (1940) con rito civile. Successivamente prende le distanze dal Movimento dei Fratelli, assumendo una posizione indipendente, aperta e disponibile alla collaborazione con altri gruppi evangelici italiani. Insegnante di storia e filosofia nei licei statali (dal 1936 al 1971) insegna nelle sedi di Livorno, Genova (qui nel 1942 nasce la figlia Silvia), Urbino, Osimo, Cesena e Legnano. Nel 1972 si trasferisce a Milano, ove frequenta l'ambiente evangelico, senza aderire a nessuna denominazione, definendosi “spirito libero”. Muore a Milano il 27 novembre 2007. Per sua volontà le ceneri riposano, insieme a quelle della moglie Lidia, nel piccolo cimitero di Massello (TO).

### "Il Libero Evangelo"
Con il cognato Aurelio Mauri Paolini, chirurgo, fonda il periodico indipendente evangelico “La Via” (1946) diventato l'anno successivo “Il Libero Evangelo” (1947-1951). Nel primo numero della Rivista si legge il programma: “Evangelo, dunque, è libertà: libertà dal letteralismo, dal dogmatismo, dall'esclusivismo settario, dal convenzionalismo ecclesiastico, da ogni forma di autoritarismo tanto spirituale che politico”. La rivista abbraccia anche la causa della nonviolenza, della pace, della obiezione di coscienza.

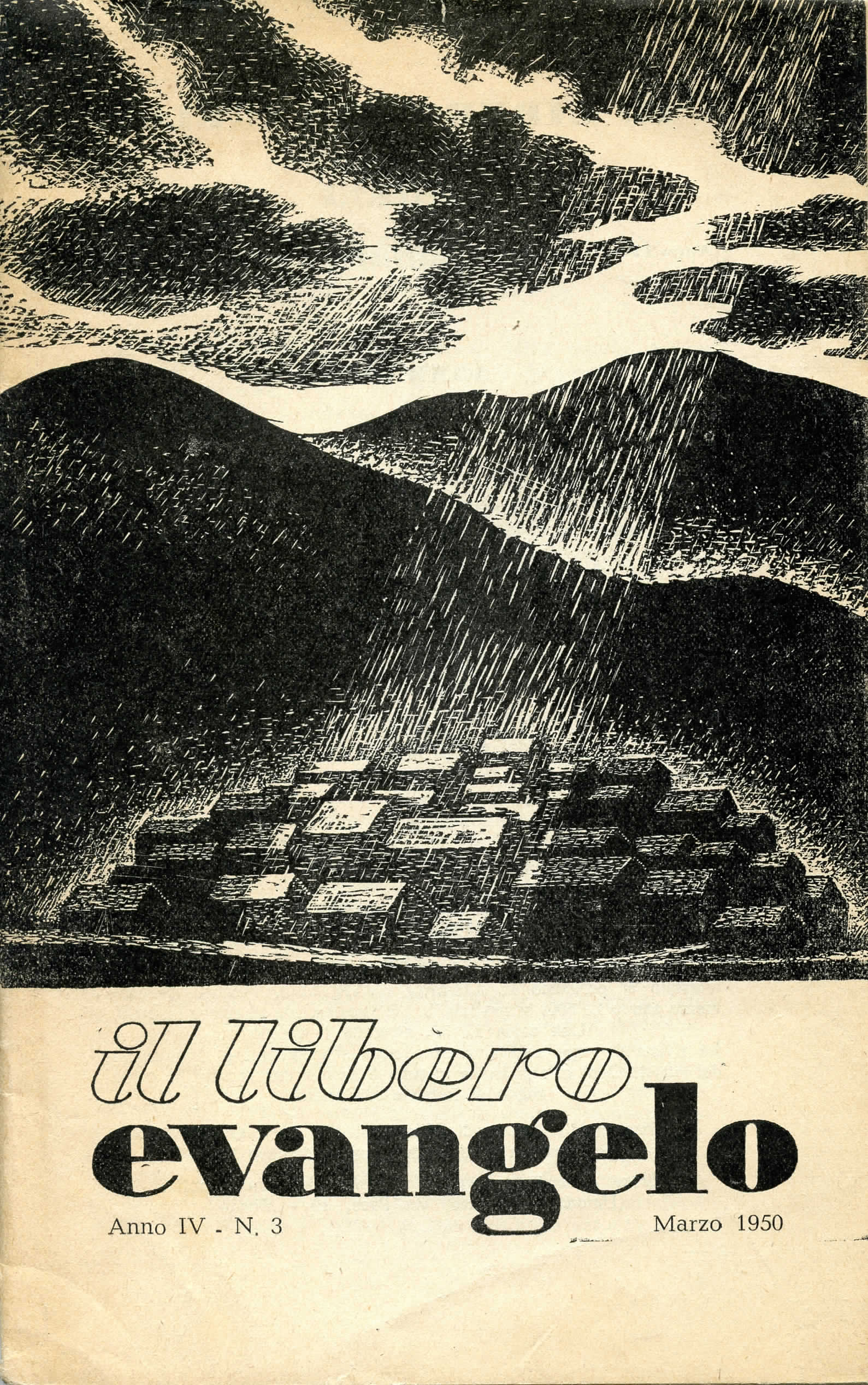
Il Libero Evangelo. Marzo 1950. Copertina di U. Gastaldi

### Gli studi storici sull’anabattismo
A Legnano incontra il pastore valdese Giorgio Bouchard, il quale venuto a conoscenza del suo interesse storico per il movimento degli anabattisti, lo spinge ad approfondire la ricerca in vista di una pubblicazione presso la casa editrice Claudiana in quel periodo diretta da Carlo Papini. Anni di intensi studi porteranno alla pubblicazione dei due volumi “Storia dell’Anabattismo, dalle origini a Munster dal 1525 al 1535" (1972) , e “Storia dell’Anabattismo, da Munster ai giorni nostri” (1981).
Le vicende estremamente varie del dissenso anabattista vengono esposte dalle origini agli esiti ultimi, in un unico e vasto quadro che abbraccia nello spazio e nel tempo tutti i diversi gruppi anabattistici emersi in Europa nel secolo XVI e anche quei gruppi che direttamente ne discendono e sono riusciti a sopravvivere sino ai giorni nostri, come gli hutteriti e i mennoniti.
In un articolo scritto per la rivista "Segni dei Tempi" nel 1983, Gastaldi sintetizza le caratteristiche salienti del Movimento Anabattista: "L'anabattismo fu caratterizzato sin dalle sue origini da una esigenza di più radicale distacco dalle tradizioni della chiesa cattolica e di una più concreta ubbidienza alla parola di Dio sia riguardo alla “riforma “della chiesa che alla condotta dei suoi membri. Gli anabattisti si allontanavano dai riformatori su due punti fondamentali: 1. La chiesa doveva essere riformata sulla scorta della Sacra Scrittura ed anche senza il beneplacito delle autorità civili. 2. La comunità cristiana doveva essere costituita da cristiani confessanti ed osservanti. In conseguenza di questo ultimo principio, l'ingresso nella comunità cristiana doveva essere un atto volontario e responsabile che avrebbe dovuto trovare la sua espressione visibile nel battesimo degli adulti accompagnato dalla confessione di fede. La permanenza nella comunità doveva essere subordinata ad una condotta privata e pubblica coerente con la professione di fede e con i principi etici del Nuovo Testamento.

### Il periodo milanese
Andato in pensione, nel 1972 si trasferisce a Milano, ove frequenta l'ambiente evangelico, e in particolare la Chiesa Battista di via Jacopino da Tradate 16. Nel 1978 è tra i promotori del Centro Culturale Protestante di Milano che nasce per iniziativa di tre realtà del protestantesimo storico milanese, la Chiesa valdese, la Chiesa metodista e la Chiesa evangelica battista. Ne diventa presidente per diversi anni. In questa sede tiene diverse conferenze, sia di argomento storico che teologico. Per sua volontà, unitamente a quella del cognato Aurelio Mauri Paolini, nasce la Biblioteca del Centro Culturale Protestante, che acquisisce, con donazioni, libri difficilmente reperibili di argomento teologico. Si adopera per un approccio ecumenico sia con il cattolicesimo, diventando il primo socio evangelico del nascente gruppo locale di Milano del SAE (Segretariato Attività Ecumeniche), sia con l'ebraismo, spingendo per il dialogo ebraico-cristiano.
“… Un capitolo importante dell'attività di un centro culturale è il dialogo interconfessionale. Il dialogo con i cattolici, il dialogo con l'ebraismo e oggi, con l'islamismo…. Un Centro culturale deve essere uno spazio aperto; non ci deve essere nemmeno il sospetto di proselitismo o propaganda; chi viene deve sentirsi a casa sua. Deve sentire che può dare e ricevere…”'' (conversazione di U, Gastaldi del 1992)
Tiene conferenze per il SAE, quali: “L'istanza della Riforma nel secolo XVI (1992), “Lo sviluppo frammentario della Riforma” (1993) , “È ancora tempo di profezia?” (1998).
Tiene dal 1994 al 1997 un ciclo di lezioni per operatori pastorali per la sezione "Ecumenismo e Dialogo" della Diocesi Milanese: “Dalla polemica alla diversità riconciliata”, (1994) e “Storia della comunione ecclesiale” (1997).

### Altri interessi
Sempre attento alla crescita intellettuale e morale dei giovani, nel 1961 è presidente del Comitato di Casa C.A.R.E.S., un'opera evangelica indipendente fiorentina, nata come casa di accoglienza per ragazzi provenienti soprattutto dal meridione. Al fine di far conoscere l'opera cura la pubblicazione della rivista “L'Amico di Casa Cares”. Intensa la sua opera di predicatore, sia nella Chiesa battista che frequenta a Milano sia nella Chiesa valdese di Massello, amata valle di montagna ove trascorre i mesi estivi. Amante dell'arte fin da bambino, dipinge da autodidatta, sperimentando varie tecniche. Per il “Libero Evangelo” disegna le copertine con la tecnica della Xilografia. Molti sono i suoi quadri di argomento religioso. Gli ultimi anni della sua vita li dedica ad approfondire il tema “La vita eterna”, perché “…ormai non si può più guardare al passato, ma bisogna pensare al futuro…”
Buona parte del lascito di appunti, articoli e conferenze, sermoni, è conservato presso Archivio Storico Valdese, Torre Pellice, Fondo Ugo Gastaldi. La sezione della biblioteca personale dedicata all'Anabattismo è stata donata alla biblioteca del Centro Culturale Protestante, Milano.

### Articoli su Ugo Gastaldi
- Ferrario Fulvio Bouchard Giorgio, Papini Carlo, Omaggio a Ugo Gastaldi, in Protestantesimo, n. 55, 2000,  pp. 227-234.
- Anna Maffei, I compiti dei cristiani nel nostro tempo, in Riforma, n. 4, 28 gennaio 2000.
- Domenico Maselli, Libertà dal dogmatismo e dal letteralismo, in Riforma, n. 49, 21 dicembre 2007.
- Lidia Maggi, Lo storico amico degli anabattisti, in Riforma, n. 48, 4 dicembre 2007.